# Diplosoma (botanique)
Pour l’article homonyme, voir Diplosoma.
Genre
Classification phylogénétique
Diplosoma Schwantes est un genre de plante de la famille des Aizoaceae.
Diplosoma Schwantes, in Z. Sukkulentenk. 2: 179 (1926)
Type : Diplosoma retroversum (Kensit) Schwantes (Mesembryanthemum retroversum Kensit)

## Liste des espèces
- Diplosoma insignis (N.E.Br.) G.D.Rowley
- Diplosoma leipoldtii L.Bolus
- Diplosoma luckhoffii (L.Bolus) Schwantes
- Diplosoma retroversum (Kensit) Schwantes